# Мытищи (малый ракетный корабль)
«Мытищи» — российский многоцелевой малый ракетно-артиллерийский корабль (МРК) 3-го ранга с управляемым ракетным вооружением проекта 22800 «Каракурт», головной корабль серии.

## Строительство
Корабль заложен 24 декабря 2015 года под заводским номером 251 вместе с МРК «Тайфун» (позже переименован в «Советск») на ОАО «Ленинградском судостроительном заводе „Пелла“» в присутствии заместителя Министра обороны Российской Федерации Юрия Борисова. При закладке корабль получил наименование «Ураган» — в честь головного сторожевого корабля типа «Ураган», первого после Октябрьской революции боевого надводного корабля, спроектированного и построенного советскими кораблестроителями. Во время строительства кораблю сменили наименование на «Мытищи».
Строится с учётом политики импортозамещения, в частности двигатель для «Мытищ» произведён на петербургском заводе «Звезда».
Торжественно спущен на воду в преддверии дня Военно-морского флота — 29 июля 2017 года в присутствии заместителя Министра обороны Российской Федерации Юрия Борисова. После чего корабль перевели для достройки на плаву.
Передача флоту планировалась на 12 декабря 2018 года, но затем перенесена была на 17 декабря.

## Особенности конструкции
«Мытищи» и «Советск», первые два представителя проекта 22800, не несут специализированного противовоздушного вооружения, вместо которого предполагается использовать две АУ АК-630М. Начиная с третьего корабля, вместо последних на МРК будет устанавливаться зенитный ракетно-пушечный комплекс «Панцирь-М».
На корабле используется энергетическая установка на базе трёх дизельных двигателей М-507Д-1 и трёх дизель-генераторов ДГАС-315 российского производства.

## Служба

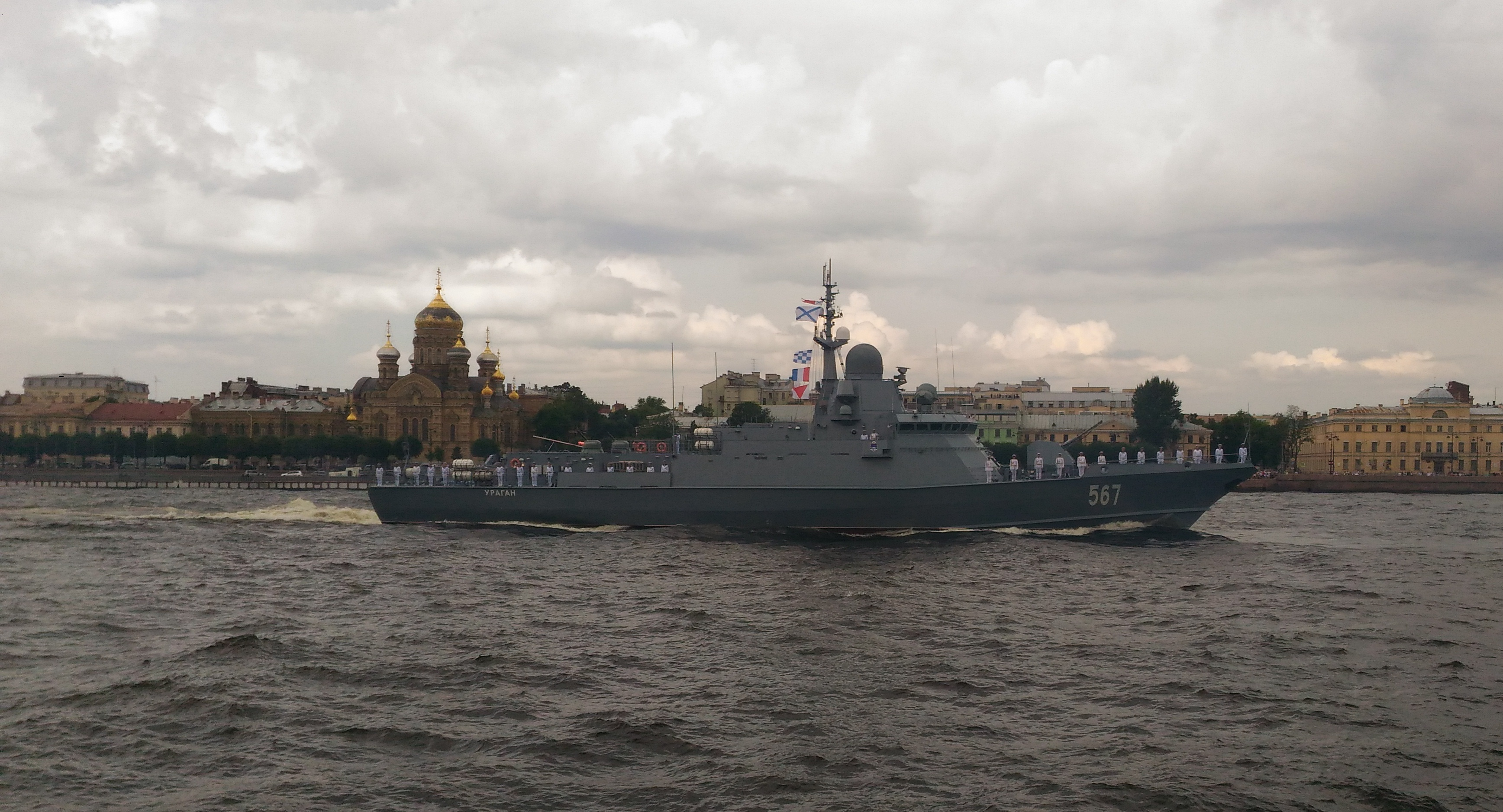
Морской парад в Санкт-Петербурге, 26 июля 2018 года.

Головной малый ракетный корабль проекта 22800 «Мытищи» вошел в состав Балтийского флота ВМФ Российской Федерации 17 декабря 2018 года.
В период с 25 по 30 июня 2019 года принимал участие в МВТФ «Армия-2019» на площадке форума в Кронштадте.
В период с 10 по 14 июля 2019 года принял участие в работе «МВМС-2019».
28 июля 2019 года участвовал в Главном военно-морском параде.
С 1 по 9 августа 2019 года принимал участие в учениях «Океанский щит — 2019».

## Командиры
- капитан 2 ранга Азимов Адиль Ильгар-Оглы с 2017 по 2022 гг. С 2022 г. капитан 3 ранга  [1]Орлов Иван Олегович